# Atanas Burow
Atanas Dimitrow Burow (bulgarisch Атанас Димитров Буров; * 30. Januar 1875 in Gorna Orjachowiza, Osmanisches Reich, heute Bulgarien; † 15. Mai 1954, Pasardschik) war ein bulgarischer Bankier und Politiker der bulgarischen konservativen Volkspartei.

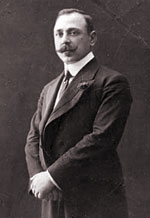
Atanas Burow

## Leben
Die Familie Burow war beteiligt an der Bulgarischen Wiedergeburt und der Industrialisierung Bulgariens, Atanas' Vater Dimitar gründete in Gorna Orjachowiza schon 1862 die Bank Burow D. A. und Co., die nach der Unabhängigkeit des Fürstentums Bulgarien stark expandieren konnte, an der Börse notierte und 1891 die erste Versicherung (bulg. България: Първо българско застрахователно дружество) und 1895 die erste Handelsbank (bulg. Българска търговска банка) des Landes gründete. Seine Mutter, Stana Michajlowska, war die Schwester des Geistlichen Ilarion Makariopolski und des Journalisten Nikola Michajlowski. Der Schriftsteller Stojan Michailowski war sein Cousin.
Atanas besuchte das elitäre Aprilow-Gymnasium in Gabrowo, das er 1895 abschloss. Wie sein älterer Bruder Iwan, der die Handelsakademie der Wiener Kaufmannschaft besuchte und später bei Crédit Lyonnais in Marseille Erfahrung sammelte, wurde auch Atanas ins Ausland geschickt. Er studierte zwischen 1895 und 1900 an der Sorbonne in Paris Wirtschaft und Rechtswissenschaften.
Nach seinem Abschluss kehrte Atanas nach Bulgarien zurück und betätigte sich zwischen 1900 und 1910 in den Familienunternehmen in Bulgarien und deren Niederlassungen in der Schweiz und Großbritannien, wo er sich schnell einen Namen machte.

### Politische Laufbahn
Nach dem Erfolg in Wirtschaft und Industrie, wandte sich Atanas der Politik zu. Er trat der Volkspartei bei und wurde 1911 Mitglied der Dritten Große Nationalversammlung. Seine politische Ideen, die pro-westlich und nicht immer Russland freundlich waren, veröffentlichte er in der Zeitung Frieden (bulg. Мир/Mir).
Er wurde bald einer der führenden Männer der Volkspartei, die 1920 in der Vereinigten Nationalprogressiven Partei aufging. Atanas Burow war von 1911 bis 1934 Mitglied der „Gewöhnlichen bulgarischen Nationalversammlung“. Während des Ersten Balkankriegs nahm Burow als Freiwilliger an Kampfhandlungen als Unteroffizier teil, wofür er die Tapferkeitsmedaille bekam. Im Dezember 1912 kehrte Burow jedoch nach Sofia zurück und wurde zum Stellvertretenden Vorsitzenden des Parlaments ernannt.
Er bekleidete die Ämter des Wirtschaftsministers 1913 und 1919/20, des Außenministers 1926–1931 sowie eines Ministers ohne Geschäftsbereich wenige Tage im Jahr 1944. Bei der Absetzung von Aleksandar Zankow spielte Burow – gemeinsam mit Boris III. – eine zentrale Rolle. Im auf die Regierung Zankow folgenden Kabinett von Andrei Ljaptschew war Burow dann Außenminister.
Burow trat im, oft am Rande einer Diktatur stehenden, politischen System Bulgariens stets für die Demokratie, das konstitutionelle System und den Parlamentarismus ein und damit gegen die autokratischen und totalitären Regime.
Als Außenminister durchbrach der umsichtige anglophile Bankier Burow die Isolation Bulgariens nach der Niederlage im Ersten Weltkrieg und erreichte die Aufnahme in den Völkerbund.
Burow konnte gemeinsam mit Finanzminister Molow (der auch einer einflussreichen Bankiersfamilie entstammte), trotz der internationale Isolation, mehrere Auslandskredite sichern, die zur Stabilisierung des bulgarischen Fiskalpolitik dringend notwendig waren. Des Weiteren konnte er die Reparationszahlungen reduzieren oder teilweise komplett beenden. Er setzte sich stets für eine ausgewogene und freundschaftliche Politik gegenüber den Nachbarn Bulgariens ein. Auch die Interalliierte Kontrollkommission verließ 1927 das Land als Folge der erfolgreichen Politik von Ministerpräsident Andrei Ljaptschew und seines wichtigsten Ministers Burow.
1920 wurde Burow zum Sekretär der Vereinigten Nationalprogressiven Partei gewählt. Als solcher arbeitete er aktiv um den Einfluss der bulgarischen Linken zu reduzieren. Zu diesem Zweck gründete er mit Gleichgesinnten die politische Organisation Volkseintracht (bulg. Народен сговор/Naroden Sgowor). Er war außerdem langjähriger Vorsitzender der Bulgarischen Handelskammer. 1925 wurde er während des Bombenanschlags auf die Kathedrale Sweta Nedelja verletzt.
Nach dem Ende des Zweiten Weltkriegs wurde Burow unter den Kommunisten, deren Machtübernahme er bekämpfte, von einem „sozialistisches Volksgericht“ zu einem Jahr Haft verurteilt und der Besitz der Familie wurde im Namen des „sozialistischen Volkes“ konfisziert. 1948 wurde die Familie Burow aus Sofia gewiesen und musste sich in Drjanowo niederlassen, da sich Atanas Burow dem antikommunistischen Widerstand angeschlossen hatte. 1950 wurde Burow jedoch erneut inhaftiert. 1952 bekam er eine Haftstrafe, und verstarb 1954 im Gefängnis für politische Gefangene in Pasardschik.
Heute tragen eine Stiftung sowie mehrere Handelsschulen und weitere Bildungseinrichtungen in Bulgarien seinen Namen.